# Єнджиховиці (Згожелецький повіт)
Єнджиховиці (пол. Jędrzychowice, нім. Hennersdorf) — село в Польщі, у гміні Згожелець Згожелецького повіту Нижньосілезького воєводства.
Населення — 694 особи (2011).
У 1975-1998 роках село належало до Єленьогурського воєводства.

## Демографія
Демографічна структура станом на 31 березня 2011 року:
|          | Загалом | Допрацездатний вік | Працездатний вік | Постпрацездатний вік |
| -------- | ------- | ------------------ | ---------------- | -------------------- |
| Чоловіки | 354     | 59                 | 268              | 27                   |
| Жінки    | 340     | 52                 | 220              | 68                   |
| Разом    | 694     | 111                | 488              | 95                   |

## Галерея

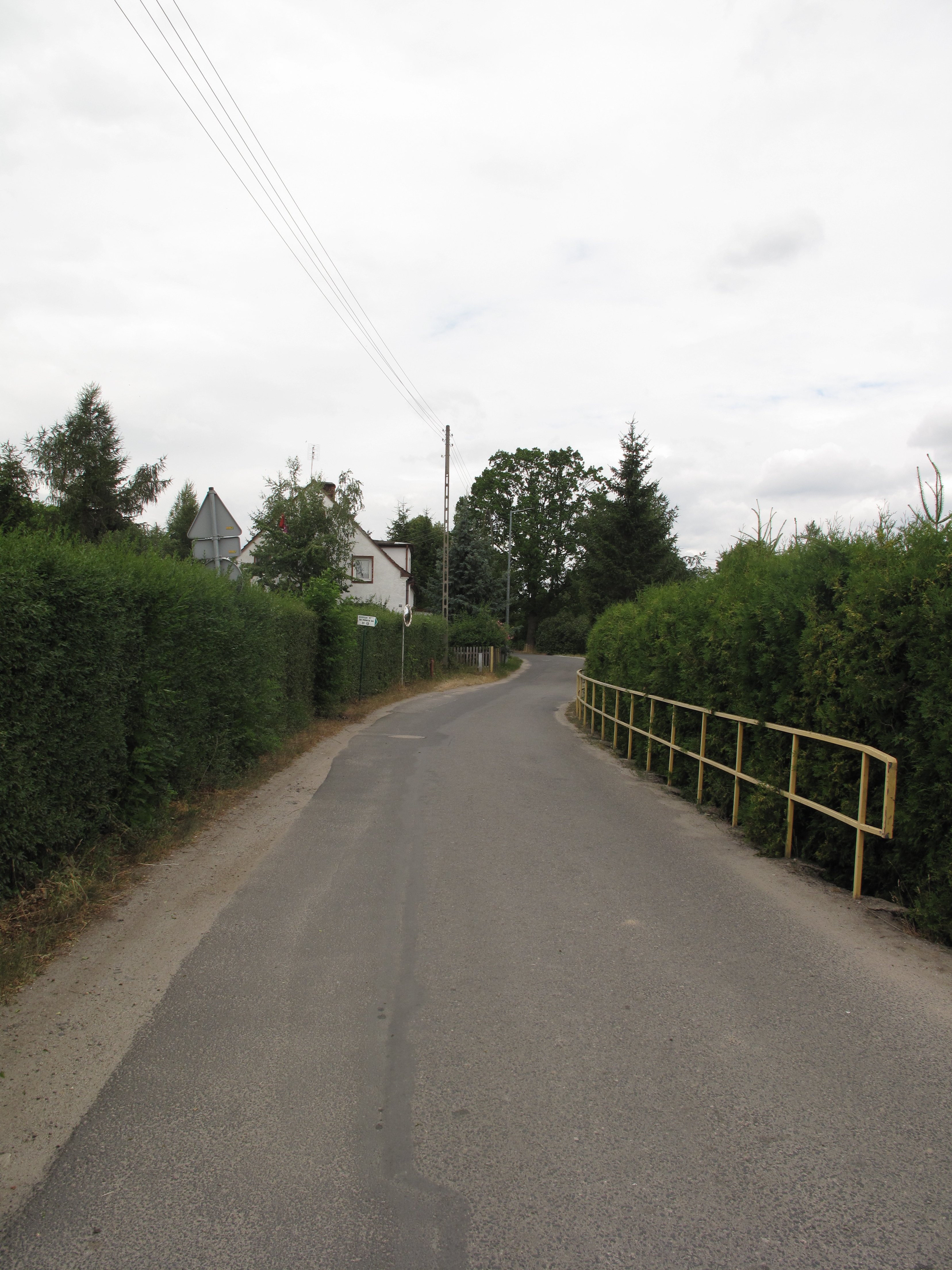
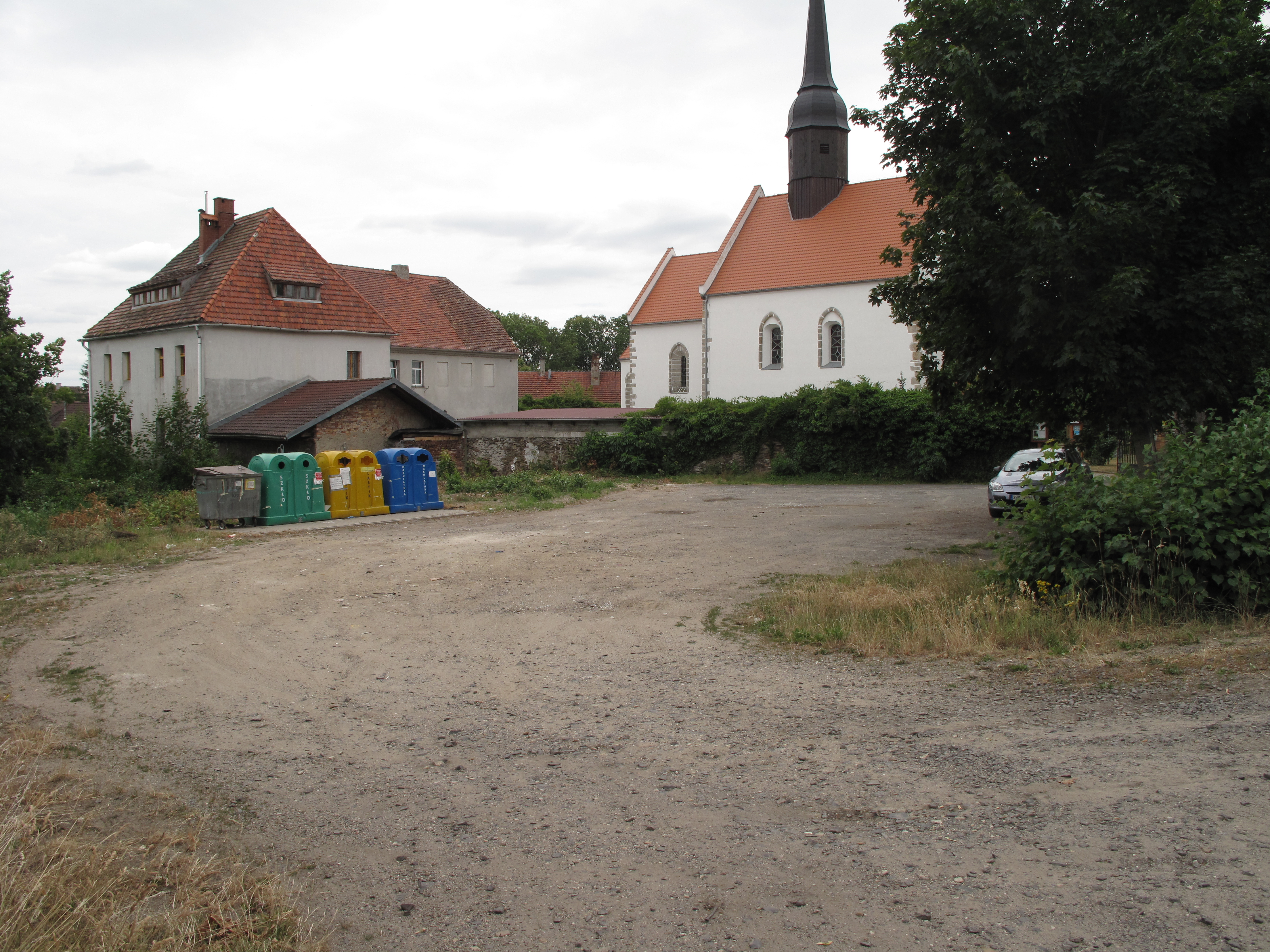
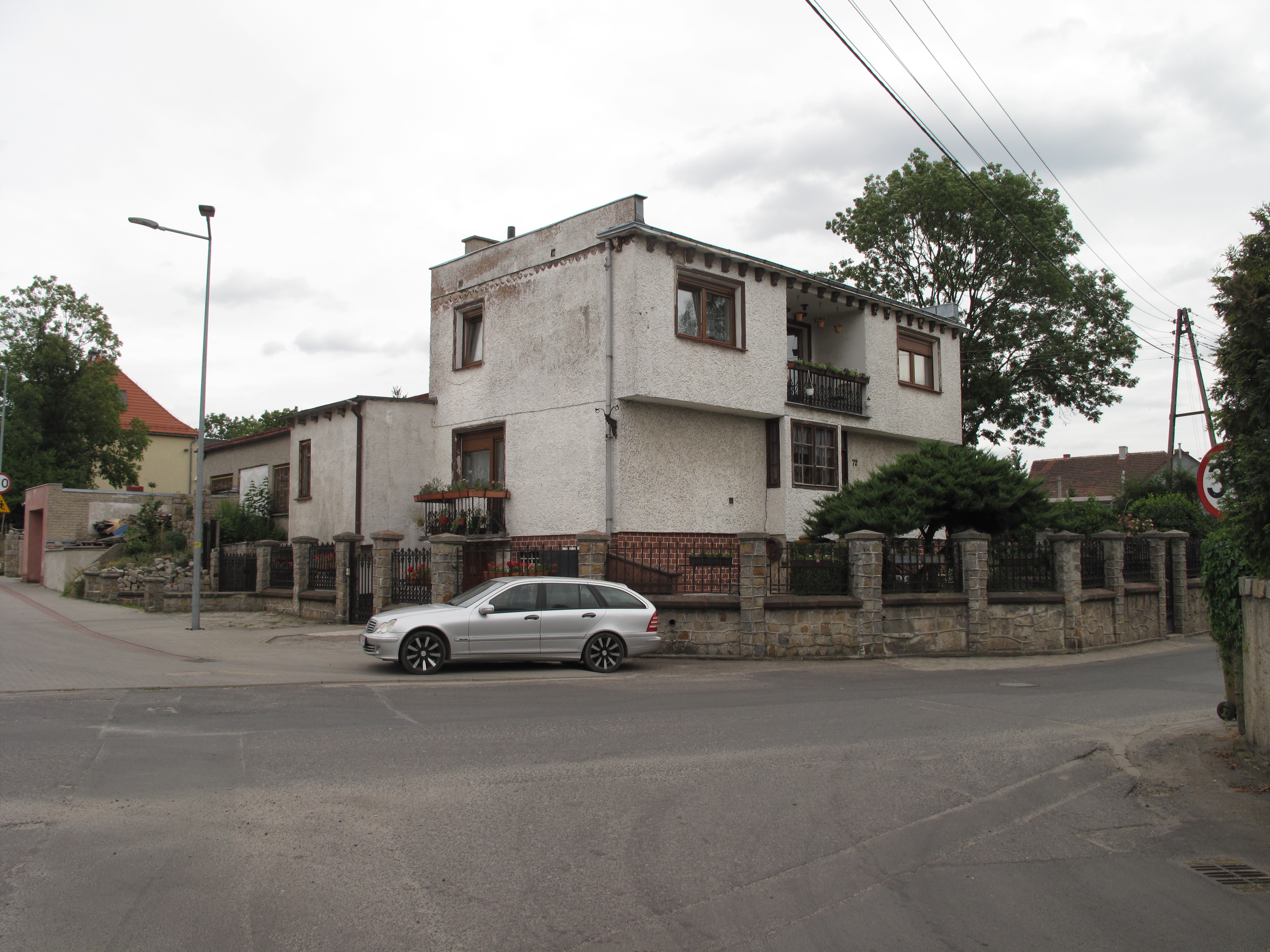